# Токантинс
Тока́нтинс (порт. Tocantins) — штат в центральной части Бразилии. Граничит со штатами Пара и Мараньян на севере, Пиауи и Баия на востоке, Мату-Гросу на западе, Гояс на юге. Административный центр — город Палмас.

## Этимология
Название штата Токантинс, происходящее от названия одноимённой реки, переводится с языка тупи как «клюв тукана».

## География
Бо́льшую часть территории штата занимает обширный экорегион Серрадо, так что Токантинс находится как бы на границе между тропическими лесами Амазонии и травянистыми равнинами Бразилии. С севера на юг штат пересекает река Токантинс.

## История
Токантинс — один из самых молодых штатов Бразилии, наряду с Рораймой и Амапой. Он был выделен из северной части штата Гояс в 1988 году.

## Население
Согласно сведениям, собранным в ходе переписи 2010 г. Национальным институтом географии и статистики (IBGE), население штата составляет:
| Полное население                       | Полное население                       | Полное население                       | Полное население                       | 1 383 445 |
| -------------------------------------- | -------------------------------------- | -------------------------------------- | -------------------------------------- | --------- |
| в том числе:                           | Городское население                    | 1 090 106                              | Процент городского населения, %        | 78,80     |
|                                        | Сельское население                     | 293 339                                | Процент сельского населения, %         | 21,20     |
|                                        | Мужское население                      | 702 424                                | Процент мужского населения, %          | 50,77     |
|                                        | Женское население                      | 681 021                                | Процент женского населения, %          | 49,23     |
| Плотность населения, чел/км²           | Плотность населения, чел/км²           | Плотность населения, чел/км²           | Плотность населения, чел/км²           | 4,98      |
| Население штата в % к населению страны | Население штата в % к населению страны | Население штата в % к населению страны | Население штата в % к населению страны | 0,73      |

Большинство населения в штате имеет смешанное происхождение: 71 % составляют метисы и мулаты, 24 % — белые, 3 % — негры. Основной и практически единственный язык общения в штате — португальский.

## Административное устройство
Административно штат разделён на 2 мезорегиона и 8 микрорегионов. В штате — 139 муниципалитетов.

## Экономика
Экономика штата основана на сельском хозяйстве (земледелии и скотоводстве). На землях Токантинса находятся одни из самых крупных ферм Бразилии. В штате возделываются интенсивные плантации сои, зерна и других культур.